# Cesare Nisi
Cesare Nisi (Ripatransone, 1930) è un pedagogista italiano.

## Biografia
Professore di pedagogia sociale e pedagogia sperimentale all'Università di Urbino, dove ha insegnato per oltre trent'anni, ha realizzato la traduzione italiana di opere come Le development de la socialitè chez l'enfant di R. Froyland Nielsen (1975) e Recherche en education en Europe a cura dell'UNESCO (1981).
Autore di articoli, saggi e traduzioni, ha collaborato assiduamente alle più note riviste di pedagogia e di didattica. Su invito dell'Università di Nottingham, ha curato la sezione italiana dell'opera International Biography of Adult Education (1985). È membro dell'Accademia di Scienze Lettere e Arti - Istituto Culturale Europeo ed è stato redattore della Nuova rivista pedagogica dal 1965 al 1980.

## Opere principali
- Sviluppo infantile e realtà sociale, Bologna, Pàtron, 1979.
- Educazione e lavoro (in collaborazione), Milano, Massimo-Uciim, 1981
- Identità e struttura della pedagogia, Urbino, Università degli Studi, 1984
- Dossier scuola materna, (in collaborazione), Roma, Armando, 1985
- Educazione e scienza oggi, Rimini, Pizzo, 1991